# Культабан (Башкортостан)
Культабан, также Култабан (баш. Күлтабан) — деревня в Зилаирском сельсовете Баймакского района  Республики Башкортостан России.
С 2005 года имеет современный статус, с 2007 года носит современное название.

## Географическое положение
Расстояние до:
- районного центра (Баймак): 48 км,
- центра сельсовета (Ургаза): 37 км,
- ближайшей железнодорожной станции (Сибай): 14 км.

## История
Название происходит от названия озера Культабан (Култубан) . 
Статус деревни, сельского населённого пункта, посёлок получил согласно Закону Республики Башкортостан от 20 июля 2005 года № 211-з «О внесении изменений в административно-территориальное устройство Республики Башкортостан в связи с образованием, объединением, упразднением и изменением статуса населенных пунктов, переносом административных центров», ст.1:

6. Изменить статус следующих населенных пунктов, установив тип поселения - деревня:
 
5)  в Баймакском районе:…

и) поселка Культубанского отделения Зилаирского сельсовета
Название до 2008 года: Культабанское отделение.

## Население
| 2002 | 2009 | 2010 |
| ---- | ---- | ---- |
| 369  | ↗415 | ↘364 |

Национальный состав
Согласно переписи 2002 года, преобладающая национальность — башкиры (64 %)

## Достопримечательности
Озеро Култубан.